# 다자와 유키
다자와 유키(일본어: 田澤 勇気, 1979년 7월 16일 ~ )는 일본의 전 축구 선수이다.

## 구단 경력
과거 콘사돌레 삿포로에서 활동하였다.